# Sólo para ti (canción del Binomio de Oro)
La canción Sólo para ti es una canción del Binomio de Oro, interpretada por Rafael Orozco Maestre, en 1991, haciendo parte del Álbum De América, contando con 39,535,612 visitas en la plataforma YouTube, Dedicada a su esposa, Clara Cabello, fue uno de los temas más exitosos de la carrera artística de Orozco Maestre, con una duración confirmada de 4 minutos y 45 segundos.

## Composición
Compuesta e interpretada por Rafael Orozco con El Binomio de Oro, es una pieza representativa del vallenato romántico. Musicalmente, se estructura sobre una base tradicional de acordeón (Israel Romero), caja, guacharaca y bajo eléctrico, con tempo moderado y progresión armónica sencilla que favorece la expresividad vocal. La interpretación de Orozco destaca por su timbre cálido y vibrato emocional, insinuando el carácter íntimo de la obra.

## Lírica
Líricamente, la canción funciona como una declaración directa de amor, con un yo lírico que reafirma su entrega afectiva frente a la duda de la persona amada. El lenguaje es claro y afectivo, sin ornamentos retóricos, lo que potencia su eficacia emocional. Temáticamente, aborda el amor como necesidad existencial, y la música como medio exclusivo de expresión (“esta canción es solo para ti”).
En contexto, fue producido y distribuido por la discográfica Codiscos. La composición musical consolidó el perfil de Orozco como cantautor sentimental dentro del vallenato moderno, alejándose del tono festivo tradicional hacia una estética más introspectiva.